# Frédéric Reiss
Pour les articles homonymes, voir Reiss.
Frédéric Reiss, né le 12 novembre 1949 à Haguenau (France), est un homme politique français.

## Biographie
Anciennement professeur de mathématiques, Frédéric Reiss est élu député suppléant le 16 juin 2002, pour la XIIe législature (2002-2007), dans la huitième circonscription du Bas-Rhin. Le 19 juillet 2002, à la suite de la nomination de François Loos au gouvernement, il devient député titulaire. Il fait partie du groupe UMP.
Le 10 juin 2007, il est réélu député par 66 % des voix dès le premier tour, François Loos se représentant dans la neuvième circonscription (Haguenau) pour succéder à Bernard Schreiner (UMP) qui ne souhaite plus se représenter et qui a désigné François Loos comme successeur. Ce dernier a été élu.
En 2012, il est réélu député ainsi qu'en 2017.
Il soutient François Fillon pour la primaire présidentielle des Républicains de 2016.

## Mandats
- 2002-2022 : député du Bas-Rhin (réélu en 2007, 2012 et 2017)
- 1998-2002 : conseiller général du Bas-Rhin
- 1995-2014 : maire de Niederbronn-les-Bains (Bas-Rhin)